# Le Comptoir (éditeur)
Pour l’article homonyme, voir Le Comptoir.
Le Comptoir est un site d'actualité politique et culturelle d'inspiration socialiste et décroissante né sur les cendres du webzine Ragemag et créé en 2014 par les journalistes Kevin Boucaud-Victoire (rédacteur en chef "Idées" au journal Marianne), Galaad Wilgos, Mikaël Faujour et Thomas Moreau. 
Il édite des articles en ligne et auto-édite une revue papier intitulée La Revue du Comptoir, organisée autour d'un dossier thématique.

## Ligne éditoriale
Le Comptoir, de même que sa revue, se fondent sur l'expression attribuée à Honoré de Balzac : « Le comptoir, ce Parlement du peuple » pour se définir dans la lignée d'un socialisme populaire, celle de Pierre Leroux, qui en fait « la doctrine qui ne sacrifiera aucun des termes de la formule liberté, fraternité, égalité, unité, mais qui les conciliera tous ».
Le Comptoir se réclame également d'un socialisme romantique qui, selon Michael Löwy, entend combattre « la mécanisation, la rationalisation abstraite, la réification, la dissolution des liens communautaires et la quantification des rapports sociaux au nom de valeurs sociales, morales ou culturelles pré-modernes, ou pré-capitalistes ».
La Revue du Comptoir est créée en 2016,.
Le Comptoir publie « des articles sur les mouvements contestataires (anarchisme, romantisme révolutionnaire, luddisme), sur l'actualité politique (réforme de l'éducation, du code du travail, marchandisation du monde, uberisation de la société) et culturelle (critiques de films et recensions d'ouvrages), ainsi que des interviews d'intellectuels (Renaud Garcia, François Jarrige, Anne Steiner, Marcel Gauchet, Pierre Cras), d'écrivains (Jérôme Leroy, Bruce Bégout), de journalistes (François Ruffin, Judith Bernard, Vincent Cheynet, Julien Salingue), d'artistes (Lucio Bukowski, Valérie Minetto, Cécile Vargaftig), mais également de gens ordinaires. ».
Le Comptoir met à l'honneur des personnalités telles que Jean-Claude Michéa, George Orwell, Karl Marx, Simone Weil, Pier Paolo Pasolini, Pierre-Joseph Proudhon, Guy Debord, Jacques Ellul,  Bernard Charbonneau, Frantz Fanon, Thomas Sankara, Christopher Lasch, Cornelius Castoriadis, Rosa Luxemburg.

## Le Comptoirdans les médias
Dans un article du journal Le Monde Le Comptoir est mêlé à un ensemble d'autres revues de « jeunes conservateurs décomplexés » proches de la philosophie du socialiste conservateur Jean-Claude Michéa. En réponse à cette enquête qu'il juge confuse, Le Comptoir a clarifié sa ligne éditoriale dans un article, se réaffirmant « socialistes et décroissants mais pas conservateurs ». 
En réponse à une enquête de La Revue du Crieur l'associant aux « franges variées des droites dures qui s’appuient sur des éléments critiques empruntés à la gauche anticapitaliste », Le Comptoir a de nouveau réaffirmé sa ligne « socialistes et révolutionnaires ».
Kevin Boucaud-Victoire fut interviewé par le site Limite à l'occasion de la sortie du premier numéro papier de La Revue du Comptoir.
Le journaliste Jean-Laurent Cassely recommande le premier numéro papier de La Revue du Comptoir à l'issue d'une table ronde dédiée à l’actualité éditoriale des idées et organisée par la Fondation Jean-Jaurès.
Dans sa revue de presse sur Europe 1, Natacha Polony, cite un article du Comptoir sur « ce genre littéraire disparu : les utopies ».
Kevin Boucaud-Victoire fut l'invité de l'émission « Aux sources » du site Hors-Série à propos de son ouvrage La Guerre des gauches (éditions du Cerf, 2017).
Un article du journal La Vie fait la recension de l'essai de Ludivine Bénard, rédactrice au Comptoir, consacré à Simone Weil : Simone Weil, la vérité pour vocation (éditions de L'Escargot, 2020).
Un article du journal La Croix fait la recension du 4e numéro de La Revue du Comptoir consacrée au transhumanisme.

## Équipe de rédaction
Le Comptoir compte plus d'une cinquantaine de collaborateurs depuis sa création en 2014.
Le directeur de publication est Kevin Boucaud-Victoire.
Le rédacteur en chef est Sylvain Métafiot.
La rédaction du Comptoir est principalement composée de jeunes universitaires, étudiants ou enseignants, des chercheurs en économie, sociologie ou géopolitique, des journalistes, éducateurs, traducteurs, éditeurs ou bibliothécaires. Les rédacteurs sont originaires de toute la France (Paris, Bordeaux, La Rochelle, Marseille, Lyon...) mais aussi de l'étranger (Belgique, Mexique), issus pour certains des classes populaires et venant de la gauche radicale et des milieux militants et syndicaux.

## Publications

### Articles web
Au 18 octobre 2024, la revue compte 994 articles publiés en ligne.

### Numéros papier
- La Revue du Comptoir, no 1 : « Cherche socialisme désespérément » (2016)[15]
- La Revue du Comptoir, no 2 : « Populisme ou barbarie » (2017)[16]
- La Revue du Comptoir, no 3 : « Produire moins, vivre mieux » (2018)[17]
- La Revue du Comptoir, no 4 : « Humain, transhumains » (2023)[18]